# Пандульф VI
Пандульф VI (?—1057) — князь Капуи в 1050—1057 годах.
Пандульф VI — сын и преемник Пандульфа IV Волка из Абруцци. После бурного царствования своего отца правление Пандульфа VI выглядит как постепенный упадок и разрушение княжества. После смерти Пандульфа VI один из норманнских вождей Ричард Дренго, граф Аверсы, осадил Капую и уже в 1058 году изгнал династию, правившую Капуей с IX века.